# Patissa latifuscalis
Patissa latifuscalis là một loài bướm đêm trong họ Crambidae.